# Pueblo francés
El pueblo francés constituye un grupo étnico de Europa occidental, así como también el conjunto de los residentes legales y ciudadanos de Francia, sin importar su ascendencia. La diáspora de franceses alrededor del mundo, sin contar Francia, son de 30 millones o más.

## Residentes legales y ciudadanos
De acuerdo al primer artículo de la Constitución de Francia, ser francés, es ser ciudadano de Francia, independientemente del origen, raza o religión de la persona (sans distinction d'origine, de race ou de religion) De acuerdo a sus principios, Francia se ha autodefinido como una nación por proposición, un territorio genérico en el que las personas están unidas solamente a través del idioma francés y la aceptación de la voluntad de vivir juntas, tal como se define en la obra Plébiscite de tous les jours («referendum cotidiano» sobre la aceptación de vivir juntas) de Ernest Renan. Permanece abierto el debate relacionado con la integración de este concepto (un punto obvio de disenso es el estatus de los idiomas minoritarios) con los principios que sostiene la Comunidad Europea. 
Subsisten dificultades con respecto a los ciudadanos franceses provenientes del Magreb y África Occidental que son considerados por ciertas personas como signos de racismo y discriminación, mientras que otros consideran estos problemas como el roce inevitable entre minorías de cierto peso y la cultura de la mayoría. Existe una insatisfacción creciente con y dentro de enclaves étnico-culturales en crecimiento (communautarisme). Los disturbios de 2005 que se desarrollaron en suburbios complicados (les quartiers sensibles) fueron un ejemplo de este tipo de tensiones que pueden ser interpretadas como un conflicto étnico tal como ocurriera previamente en países como el Reino Unido y los Estados Unidos.
Una gran cantidad de extranjeros han residido y se les ha permitido vivir en un país que se precia de su grado de apertura, tolerancia y calidad de los servicios disponibles. Sin embargo a lo largo de los últimos dos siglos se ha exigido la ciudadanía para numerosos tipos de empleo, y un porcentaje muy importante de la población ha sido empleada por el Estado. El presentar una solicitud para adquirir la ciudadanía francesas a menudo es interpretado como un renunciamiento de la lealtad previa a otros estado. Los tratados europeos han permitido formalmente el desplazamiento y los ciudadanos europeos poseen derechos formales de empleo en el sector estatal (aunque no como aprendices en ciertas ramas, por ejemplo como magistrados).

## Historia

En amarillo, el territorio celta del imperio romano.

La mayoría de las personas que viven en Francia son descendientes de galos, como también de aquitanos (vascos), íberos, itálicos, ligures y griegos en el sur de Francia, mezclados con algunos aportes de pueblos germánicos que ingresan a finales del Imperio romano tales como los francos y los  burgundios, algunos moros o sarracenos, y algunos vikingos denominados normandos que se asentaron principalmente en Normandía durante el siglo IX.
Etimológicamente «Francia» hace referencia al territorio en el cual habitaban los francos, una tribu germánica que arrasó la Galia romana a finales del Imperio romano. 
En algunas regiones se produjeron migraciones masivas de pueblos celtas hacia Bretaña y pueblos germanos hacia Alsacia antes de la existencia de los reinos francos, y los idiomas de cultura de estos grupos se ha perpetuado hasta el día de hoy en formas modificadas.

### Galia

Las provincias de la Galia celta bajo el imperio romano.

En época prerromana, toda la Galia (que comprendía una sección de Europa Occidental que abarcaba la totalidad del territorio que hoy ocupa Francia, Bélgica, parte de Alemania y Suiza, y el norte de Italia) estaba habitada por una serie de pueblos los cuales eran conocidos en forma global como las tribus galas. Sus antecesores eran inmigrantes celtas que habían llegado desde Europa Central durante el séptimo siglo a. C., y que habían dominado a los pueblos nativos (en su gran mayoría ligures).
La Galia fue conquistada en el 58-51 a. C. por las legiones romanas comandadas por el General Julio César (excepto la zona sureste que ya había sido conquistada aproximadamente un siglo antes). Todo este territorio pasó entonces a formar parte del Imperio romano. Durante los próximos cinco siglos las dos culturas y pueblos se fusionaron, creando una cultura galo-romana híbrida. El idioma galo fue reemplazado por latín vulgar, el cual posteriormente se diversifica en dialectos que paulatinamente se irán transformando en el idioma francés. Actualmente, el último resabio de cultura e idioma celta en Francia se encuentra en la zona noroeste de Bretaña, aunque esto no es el resultado de cierto éxito del idioma galo en sobrevivir sino el resultado de una migración que ocurrió en el siglo V de celtas que hablaban britónico desde Gran Bretaña.

### Los francos
Al declinar el imperio romano en Europa Occidental un tercer pueblo hizo su entrada en escena: eran los francos, (de donde proviene el vocablo «francés»). Los francos eran una tribu germánica que a partir del siglo III se fueron filtrando desde lo que hoy es Alemania cruzando el Rhin. Para comienzos del siglo VI los francos, bajo el liderazgo del rey merovingio Clodoveo I y sus hijos, habían consolidado su dominio en gran mayoría de lo que actualmente es el territorio de Francia, país al que designaron con su nombre. Los otros pueblos germánicos que llegaron a Francia (luego de los francos y los visigodos) fueron los normandos, piratas vikingos provenientes de lo que actualmente es Dinamarca y Noruega, quienes en el siglo IX ocuparon la zona norte de la actual Normandía. Al transcurrir el tiempo los vikingos se fusionaron con los pueblos autóctonos, y en este proceso se convirtieron al cristianismo. Dos siglos después serán los normandos los que conquistarán Inglaterra. Sin embargo, posteriormente durante la Edad Media el ducado independiente de Normandía fue incorporado en el reino francés. En el Reino de Jerusalén establecido por los cruzados en el año 1099, no más de 120.000 francos (predominantemente cristianos occidentales que hablaban francés) gobernaron sobre 350.000 musulmanes, judíos, y cristianos nativos del este.

### SigloXValXVIII: el Reino de Francia

El reino de Francia en 1477, descendiente de los reinos germánicos francos. En la imagen la casa de los capetos (descendientes de los carolingios), la casa de borgoña y otras casas en tonalidades mas verdosas que tenian dominios considerables como el ducado de bretaña.

A lo largo de los 900 años que siguieron a las invasiones de los normandos Francia tuvo una población relativamente estable. A diferencia de lo que ocurría en otras partes de Europa, Francia experimentó bajos niveles de emigración hacia América, con la excepción de los hugonotes. Sin embargo, cierta emigración significativa principalmente de grupos franceses católicos condujeron al establecimiento de las provincias de Acadia, Canadá y Luisiana, todas en ese momento posesiones francesas, como así mismo las colonias en el Caribe, las islas Mascareñas y África.
El 24 de diciembre de 1687 un grupo de hugonotes franceses se estableció en Sudáfrica. Inicialmente en su gran mayoría se asentaron en la Colonia del Cabo, pero posteriormente fueron rápidamente absorbidos en el pueblo Afrikáner. Luego de que Champlain fundara la ciudad de Quebec en 1608, la misma se convirtió en la capital de Nueva Francia. Pero hubo dificultades para promover el asentamiento de colonos, y aunque hubo algo de inmigración, hacia 1763 Nueva Francia contaba con una población de solo 65.000 habitantes. Desde 1713 hasta 1787, 30 000 colonos inmigraron desde Francia a Saint-Domingue(Haití). En 1805, cuando los franceses fueron expulsados de St. Domingue 35.000 colonos franceses recibieron tierras en Cuba.
Durante el 1700 y comienzos del 1800, tuvo lugar una pequeña emigración desde Francia hacia el Imperio austrohúngaro, en lo que es actualmente Austria, Hungría, Eslovaquia, Serbia y Rumania, este movimiento fue producto de una invitación oficial de los Habsburgos. Algunos de estos emigrantes provenían de poblaciones donde hablaban francés en Lorena cerca del franco condado de borgoña y otro grupo eran suizos franceses walsers del cantón de Valais en Suiza, ellos mantuvieron durante varias generaciones el idioma francés, y una identidad étnica específica, posteriormente denominada francés de Banat, Français du Banat. Hacia 1788 había 8 poblados formados por colonos franceses.

### Creación del Estado nacional de Francia
La Estado nación de Francia hace su aparición como consecuencia de la Revolución francesa de 1789 y del imperio napoleónico. Reemplazó a la monarquía francesa, gobernada en virtud del derecho divino de los reyes.
Hobsbawm destacaba el rol que tuvieron la conscripción, inventada por Napoleón, y las leyes de instrucción pública de la década de 1880, en promover la fusión de los diversos grupos que formaban Francia bajo una idea nacionalista que dio origen al ciudadano francés y su consciencia de pertenencia a una nación que los cobijaba, mientras que en forma paulatina fueron erradicadas las diversas lenguas regionales de Francia.
La guerra franco-prusiana de 1870, que en 1871 condujo a la creación de la Comuna de París (la que tuvo una breve existencia), fue instrumental en promover el desarrollo de sentimientos patrióticos; hasta la Primera Guerra Mundial (1914-1918), los políticos franceses nunca perdieron completamente de vista a la región de Alsacia- Lorena en disputa, lo cual desempeñó un papel importante en la definición de Francia como nación, y por lo tanto del pueblo francés. Durante el caso Dreyfus, el antisemitismo se hizo evidente. Charles Maurras, un intelectual realista miembro del partido de ultraderecha antiparlamentario Action française, inventó el neologismo de anti-Francia, que fue uno de los primeros intentos por desafiar la definición republicana de pueblo francés, que establece que el mismo está compuesto por todos los ciudadanos franceses independientemente de su origen étnico o sus creencias religiosas. El concepto anti-Francia de Charles Maurras enfrentaba al pueblo católico francés contra cuatro "estados confederados" que agrupaban a los: judíos, masones, protestantes y los metecos.

### Inmigración posterior
Legalmente, el pueblo soberano de Francia está formado por todos los ciudadanos de Francia, independientemente de su etnia o religión. Esta definición incluye los ciudadanos de todas las etnias. Las sucesivas oleadas de inmigrantes durante los siglos XIX y XX fueron por lo tanto rápidamente asimiladas en la cultura francesa.
El INSEE no recolecta información sobre idioma, religión o etnia — sobre la base de la naturaleza secular y unitaria de la República Francesa. Sin embargo, existen algunas fuentes de información que si brindan datos al respecto:
- El CIA World Factbook define a los grupos étnicos de Francia como los "céltas y latinos con minorías teutonas, eslavas, norteafricanas, subsaharianas, indochinas, y vascas. Y en sus departamentos de ultramar: negros, blancos, mulatos, indios, chinos, amerindios".[30] Esta definición es reproducida en varios sitios Web que recolectan o presentan datos demográficos.[31]

- El Departamento de Estado de los Estados Unidos brinda más detalles: "Desde épocas prehistóricas, Francia se encuentra en un punto de encuentro de rutas de comercio, viaje e invasión. Tres grupos étnicos básicos europeos — celtas, latinos y teutones (francos) — se han fusionado a lo largo de los siglos para dar lugar a la población actual. Tradicionalmente, Francia ha tenido una alta proporción de inmigración. En el año 2004 vivían en Francia más de 6 millones de musulmanes, principalmente provenientes del norte de África. Francia aloja las mayores poblaciones de musulmanes y judíos de Europa."[32]

- La Enciclopedia Británica indica que "los franceses... difícilmente constituyen un grupo étnico unificado según ningún estándar científico", y menciona como parte de la población de Francia a los vascos, los celtas (llamados galos por los romanos) y los pueblos germánicos (teutones) (incluidos los norsemen o vikingos). Francia también se convirtió "durante el siglo XIX y especialmente en el siglo XX en el primer receptor de inmigración extranjera hacia Europa..."[33]

Hay quienes sostienen que Francia apoya el ideal de una única cultura nacional homogénea, apoyándose en la ausencia de identidades diferenciales y por evitar el uso del término «etnicidad» en el discurso francés.
La discusión sobre discriminación social ha cobrado importancia, en especial con respecto a los llamados "inmigrantes de segunda generación"; es decir, ciudadanos franceses nacidos en Francia de padres inmigrantes.
A lo largo del siglo XX Francia experimentó un alto nivel de inmigración desde Europa, África, y Asia. A causa de la ausencia de estadísticas oficiales al respecto, Michèle Tribalat, investigador del INED, indica que es difícil estimar el número de inmigrantes en Francia. Solo existen registros de cuatro estudios: en 1927, 1942, 1986 y el 2004. Según el estudio conducido por Tribalat en el 2004, de los 14 millones de personas de ascendencia extranjera (inmigrantes o personas con por lo menos un progenitor o abuelo que fue inmigrante), 5.2 millones tenían ascendencia del Sur de Europa (Italia, España, Portugal), y 3 millones del Magreb. Por lo que se concluía que el 23 por ciento de los ciudadanos franceses tenían por lo menos un progenitor o abuelo inmigrante. 
La dinámica de la población francesa comenzó a modificarse a mediados del siglo XIX, cuando Francia se acopla a la Revolución industrial. A lo largo del siglo XX el ritmo del crecimiento industrial atrajo millones de inmigrantes europeos, especialmente numerosa fue la afluencia desde Polonia, Bélgica, Portugal, Italia, y España. En el período desde 1915 a 1950, fue comparable la cantidad de inmigrantes provenientes de Checoslovaquia, Hungría, Rusia, Escandinavia y Yugoslavia. Un grupo pequeño de franceses tiene sus raíces en inmigrantes provenientes de América Latina (principalmente de Argentina, Uruguay, Brasil, Chile y México) durante la década de 1970. Un cierto número reducido aunque relevante de franceses en las regiones norte y noreste poseen parientes en Alemania y Gran Bretaña. Las leyes francesas facilitaron, el desplazamiento hacia Francia continental de miles de "colonos", étnicos o franceses de antiguas colonias en el norte y este África, India e Indochina. Al respecto se estima que hacia 1945 unos 20.000 colonos vivían en Saigón, y unos 1.6 millones de pieds noirs europeos migraron desde Argelia, Túnez y Marruecos. En el lapso de unos pocos meses en 1962, 900.000 argelinos franceses salieron de Argelia en el más grande movimiento de personas en Europa desde la Segunda Guerra Mundial. En la década de 1970, más de 30.000 colonos franceses dejaron Camboya durante el régimen de los Jemeres rojos cuando el gobierno de Pol Pot confiscó sus granjas y propiedades.
Durante la década de 1960 Francia recibió una segunda ola de inmigración, la cual fue necesaria por ser mano de obra más barata para colaborar en la reconstrucción luego de la devastación que dejó la Segunda Guerra Mundial. Empresarios franceses fueron a los países del Magreb en busca de mano de obra barata, fomentando así la inmigración por trabajo a Francia. Su asentamiento fue oficializado por el acta de reagrupamiento de las familias (regroupement familial) promulgada por Jacques Chirac en 1976. Desde entonces, la inmigración se hizo más variada, aunque Francia dejó de ser el país europeo con mayor flujo de inmigrantes. El mayor impacto es la inmigración desde el Norte de África y zonas árabes y estas corrientes han puesto sobre el tapete una serie de temas raciales, socioculturales y religiosos en un país que durante cientos de años ha sido considerado heterogeneamente europeo, francés y cristiano. Sin embargo, según Justin Vaïsse, profesor en el Sciences Po Paris, a pesar de los obstáculos y fracasos espectaculares tales como los disturbios de noviembre del 2005, la integración de los inmigrantes musulmanes está teniendo lugar y estudios recientes han confirmado este proceso de asimilación, mostrando que los "norteafricanos parecen estar caracterizados por un alto grado de integración cultural que se refleja en su relativamente alta propensión a la exogamia" con tasas que oscilan entre el 20 al 50 por ciento. Según Emmanuel Todd la relativamente alta exogamia de los argelinos franceses puede ser consecuencia del vínculo colonial entre Francia y Argelia.
En el año 2004, un total de 140.033 personas inmigraron en Francia. De ellos, 90.250 provenían de África y 13.710 de Europa. En el año 2005, los niveles de inmigración se redujeron un poco a 135.890 personas.  La Unión Europea permite el libre desplazamiento entre los Estados miembros. Mientras que tanto el Reino Unido como Irlanda no imponen restricciones al respecto, Francia implementó controles para restringir la migración desde Europa Central y Europa del Este.
La entrada de inmigrantes españoles, portugueses e italianos en Francia se duplicó entre 2009 y 2012 como efecto de la crisis, y contribuyó a incrementar el peso de los europeos, que supusieron el 46 % del total de los que se instalaron en el país en ese último año.
Según un estudio del Instituto Nacional de Estadística (INSEE) divulgado hoy,[¿cuándo?] en el caso de los inmigrantes españoles las cifras pasaron de 5.300 en 2009 a 11.000 en 2012, lo que muestra un incremento del 107 %.
Los españoles representaron en 2012 cerca del 5 % de los 229.000 extranjeros que se instalaron en Francia, que habían sido 201.460 en 2004.
Los países europeos de origen con destino a Francia en ese último año con datos disponibles eran Portugal (8 %) y Reino Unido (5 %), España (5 %), Italia (4 %), Alemania (4 %), Rumanía (3 %) y Bélgica (3 %).
Entre 2009 y 2012 las llegadas de europeos a Francia progresaron a un ritmo del 12 % anual y en total el 46 % de los nuevos inmigrantes provienen de Europa, mientras que las de africanos lo hacían al 1 % y pesaban un 30 % del total, los asiáticos a un 14 % del total y los ciudadanos de América y Oceanía pesaban un 10 % del total.
En noviembre de 2004, varios miles de los 14.000 franceses residentes en Costa de Marfil salieron del país luego de varios días de actos de violencia contra personas de raza blanca. Se estima[¿cuándo?] que hay unos 2,2 millones de ciudadanos franceses, o sea aproximadamente el 4 por ciento de la población, residiendo fuera de Francia.

## Idiomas

### En Francia

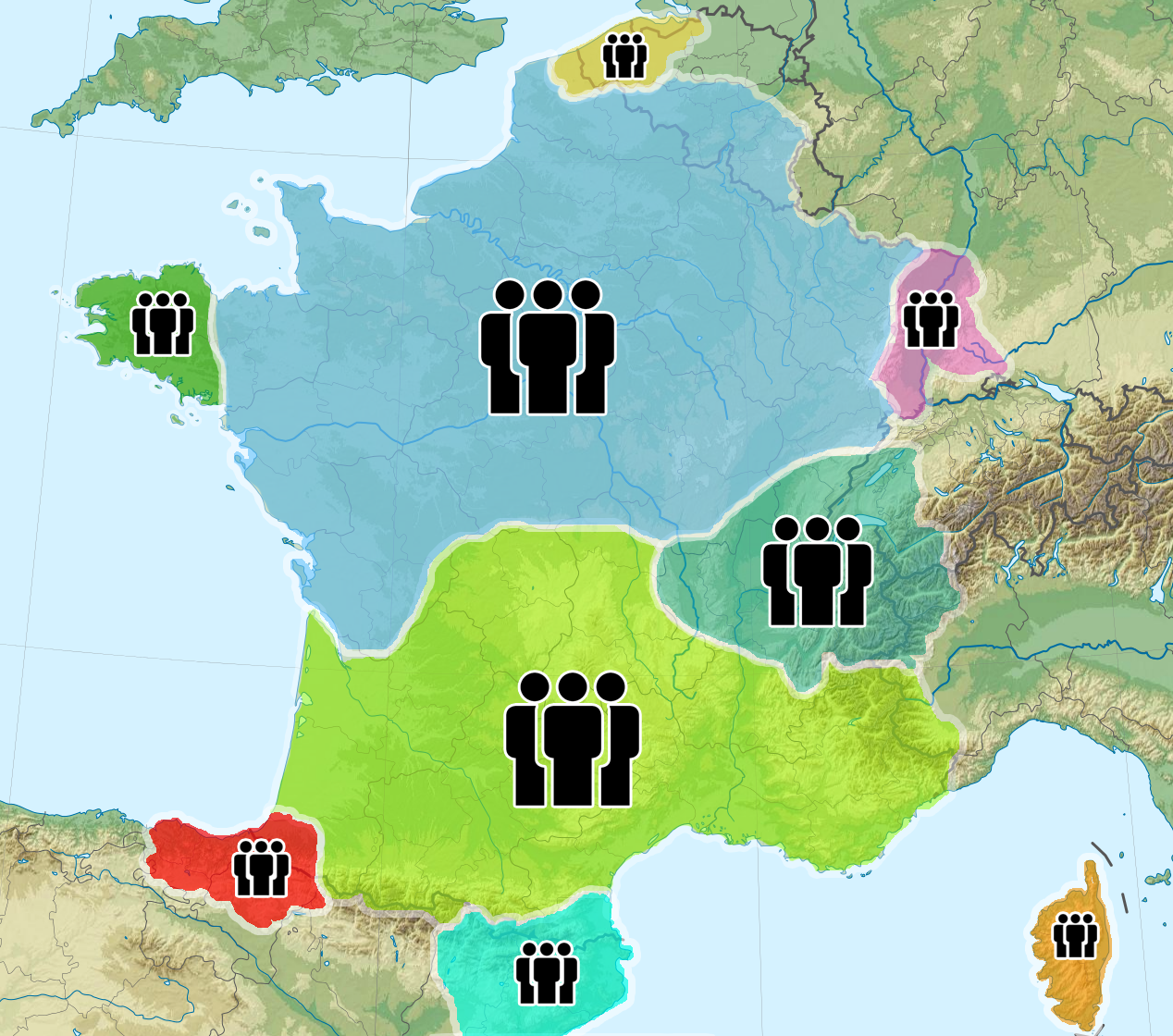
Los grupos lingüísticos de Francia.

Si bien la gran mayoría de los franceses hablan el idioma francés como idioma materno, ciertos idiomas tales como el corso, vasco, flamenco francés y bretón han logrado sobrevivir aunque más no sea en forma limitada (véase Política lingüística de Francia). También ha habido ciertos períodos de la historia en los que la mayoría del pueblo francés se expresaba mediante idiomas regionales, (tales como el occitano, el catalán, el alsaciano, el flamenco occidental, el franconio mosellés, y el arpitano). Actualmente, muchos inmigrantes hablan otros idiomas en sus hogares.
Según el historiador Eric Hobsbawm, "el idioma francés ha sido esencial al concepto de 'Francia' ", a pesar de que en 1789 el cincuenta por ciento de los franceses no lo hablaban, y solo el 12 al 13 por ciento lo hablaban en forma razonable; en Langue d'oc, no era utilizado en forma regular excepto en las ciudades, y aún allí no siempre en los suburbios.

### En el exterior

El Escudo real del Reino Unido tiene dos lemas franceses: Dieu et mon droit y Honi soit qui mal y pense.

En el exterior, el idioma francés es hablado en numerosos países — en particular en las excolonias francesas. Sin embargo, hablar francés no es sinónimo de ser ciudadano francés. Por lo tanto no se debe confundir, la francofonía, o el hablar francés, con la ciudadanía francesa o conceptos de etnia. Por ejemplo, las personas que hablan francés en Suiza no son "ciudadanos franceses".
La gente nativa de color de la isla de Saint-Martin que hablan inglés poseen la nacionalidad francesa aunque no hablen francés, mientras que sus vecinos franco parlantes inmigrantes haitianos que hablan francés no poseen ciudadanía francesa. Gran cantidad de personas fuera de Europa que poseen ancestros franceses hablan lenguas maternas distintas del francés, en particular inglés y español en casi toda América del Norte, portugués y español en Sudamérica, y afrikáans en Sudáfrica.
El adjetivo "francés" puede ser utilizado tanto para denotar un "ciudadano francés" o una "persona que habla el idioma francés", y su uso depende del contexto, la primera acepción es más usual en Francia. Mientras que la segunda acepción es a veces utilizada en Canadá, al discutir temas internos de Canadá.

## Nacionalidad, ciudadanía y etnia
Según Dominique Schnapper: «El concepto clásico de nación es el de una entidad que, en contraposición al grupo étnico, se reconoce a sí misma como una comunidad abierta, donde el deseo de vivir juntos se expresa mediante la aceptación de un conjunto de reglas de dominio público que trascienden los particularismos». Este concepto de nación como compuesta por «un deseo de vivir juntos», que abreva en la noción clásica que expresó Ernest Renan en 1882, se opone a lo que sostiene la ultraderecha francesa, en particular el partido nacionalista Front National ("Frente Nacional" - FN), que afirma que en realidad existe un «grupo étnico francés». El ideario de los grupos nacionalistas étnicos tales como el Front National (FN), sin embargo, promueve el concepto de Français de souche o franceses «autóctonos». 
Desde los comienzos de la Tercera República (1871-1940), el estado no ha categorizado a las personas según los orígenes étnicos que ellos declaran poseer. Por lo tanto, a diferencia del procedimiento seguido en el censo en los Estados Unidos, a los franceses no se les solicita que definan su pertenencia a etnias. Con el fin de prevenir discriminaciones se evita el uso de categorizaciones basadas en etnias o razas, las mismas reglamentaciones se aplican a la información sobre pertenecía a credos religiosos, este tipo de información no pueden ser recabada durante el censo en Francia. Esta concepción de nacionalidad francesa clásica republicana no-esencial está oficializada por la Constitución francesa, según la cual "francés" es una nacionalidad, y no una etnia específica.

### Nacionalidad y ciudadanía
A pesar del discurso oficial de universalidad, la nacionalidad francesa no siempre ha representado una ciudadanía automática. A lo largo de los años algunas categorías de pobladores franceses han sido excluidos de gozar de una ciudadanía plena:
- Mujeres: hasta la Liberación, ellas no tenían derecho a votar. El gobierno provisional del General de Gaulle les reconoció el derecho mediante la prescripción del 21 de abril de 1944. Sin embargo, las mujeres todavía sufrieron por estar subrepresentadas en la clase política y por percibir menores salarios ante igualdad de funciones que los hombres. La ley del 6 de junio del 2000 sobre igualdad intentó resolver este problema.[50]
- Ejército: durante mucho tiempo se lo llamaba  «la grande muette» ("el gran mudo") haciendo referencia a la prohibición de interferir con la política. Durante gran parte de la Tercera República (1871-1940), el ejército fue en su mayoría antirrepublicano (y por lo tanto contrarrevolucionario). El caso Dreyfus y la crisis del 16 de mayo de 1877, que casi conduce a un  coup d'état monárquico por MacMahon, son ejemplos de este espíritu antirrepublicano. Por lo tanto, los militares solo adquieren el derecho a votar mediante la prescripción del 17 de agosto de 1945: la contribución de De Gaulle a la Resistencia francesa interior reconcilió al ejército con la República. Sin embargo, los militares no gozan de todas las libertades públicas, tal como especifica la ley del 13 de julio de 1972 sobre los estatutos generales para militares.
- Juventud: la ley sancionada en julio de 1974, votada a instancias del presidente Valéry Giscard d'Estaing, redujo de 21 años a 18 años la edad para la mayoría de edad.
- Extranjeros naturalizados: a partir de la ley del 9 de enero de 1973, los extranjeros que han adquirido la nacionalidad francesa ya no deben esperar cinco años luego de su naturalización para tener el derecho a votar.
- Habitantes de las colonias: la ley promulgada el 7 de mayo de 1946 establecía que los soldados del "Imperio" (tales como los tirailleurs) muertos durante la Primera y Segunda Guerra Mundial no eran ciudadanos.[51]

Es necesario hacer notar que Francia fue uno de los primeros países en implementar leyes de desnaturalización. El filósofo Giorgio Agamben ha destacado el hecho que la ley francesa de 1915 que permitía la desnaturalización de ciudadanos naturalizados de orígenes  "enemigos" fue uno de los primeros ejemplos de este tipo de legislación, que la Alemania Nazi implementó con posterioridad en 1935 mediante las  Leyes de Núremberg.
Es más aún, algunos autores que han insistido en el tema de la "crisis de la nación-estado" sostienen que la nacionalidad y la ciudadanía se están convirtiendo en conceptos separados. Ellos ponen por ejemplos el concepto de "pertenencia internacional", "ciudadanía supranacional" o "ciudadanía mundial" (membresía a organizaciones internacionales no gubernamentales tales como Amnistía Internacional o Greenpeace). En lo que podría interpretarse como un camino hacia una "ciudadanía postnacional".
Además, la ciudadanía moderna está relacionada con ideas de participación cívica (también llamada libertad positiva), que implica votar, demostraciones, peticiones, activismo, etc. Por lo tanto, la exclusión social puede conducir a la pérdida de la ciudadanía. Esto ha inducido a varios autores (Philippe Van Parijs, Jean-Marc Ferry, Alain Caillé, André Gorz) a teorizar sobre el concepto de un ingreso mínimo garantizado tal que impediría ser excluido de la ciudadanía.

### Multiculturalismo versus universalismo

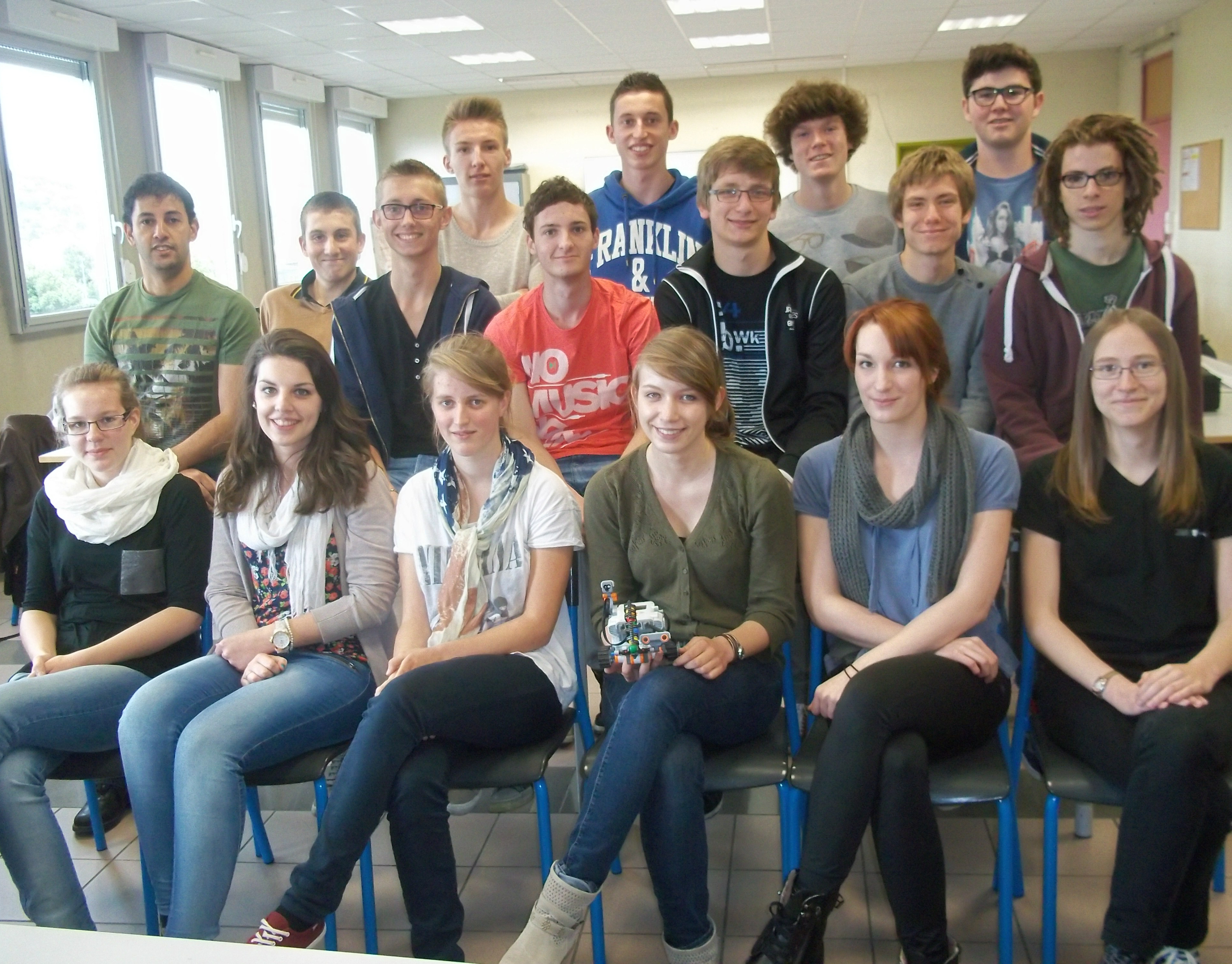
Personas de Francia

En Francia especialmente en años recientes, la concepción de ciudadanía oscila entre universalismo y multiculturalismo. Desde hace mucho tiempo la ciudadanía francesa ha sido definida mediante tres factores: integración, adhesión individual, y el derecho del suelo (jus soli). La integración política (que incluye pero no se encuentra limitada a la integración racial) está basada en políticas voluntarias que apuntan a crear una identidad común, y a la interiorización por parte de cada individuo de un legado cultural e histórico común. Dado que en Francia, el Estado precede a la Nación, las políticas voluntarias han tomado un papel importante en la creación de esta identidad cultural común.
Por otra parte, la interiorización de un legado común es un proceso lento, que B. Villalba compara con la aculturación. Según él, "la integración es por lo tanto el resultado de un doble deseo: el deseo de la nación de crear una cultura común para todos los miembros de la nación, y el deseo de las comunidades que viven en la nación de reconocer la legitimidad de esta cultura común". Villalba advierte sobre no confundir procesos recientes de integración (relacionados con la así llamada "segunda generación de inmigrantes", que padecen discriminación), con procesos más antiguos que forjaron la Francia moderna. Villalba muestra que toda nación democrática se caracteriza por su proyecto de trascender todos los tipos de membresías particulares (sean biológicas – o consideradas como tales, étnico, histórico, económico, social, religioso o cultural). El ciudadano debe emanciparse de los particularismos de identidad que lo caracterizan de forma de alcanzar una dimensión más "universal". Él es ciudadano, antes de ser miembro de una comunidad o de una clase social
Por lo tanto, según Villalba, "una nación democrática es, por definición, multicultural ya que agrupa varios pueblos, que difieren en sus regiones de origen (bretones, corsos o lorenes...), sus raíces nacionales (inmigrante, hijo o nieto de inmigrantes), o sus preferencias religiosas (católicos, protestantes, judíos, musulmanes, agnósticos o ateos...)."

### ¿Qué es una nación?, de Ernest Renan (1882)
Ernest Renan expresó esta concepción republicana en su famosa conferencia, Qu'est-ce qu'une nation?  ("¿Qué es una nación?"), la cual dio en la Sorbona el 11 de marzo de 1882. Según Renan, pertenecer a una nación es un acto subjetivo que debe ser repetido una y otra vez, ya que no está garantizado por criterios objetivos. Una nación-estado no está compuesta por un único grupo étnico homogéneo (una comunidad), sino por una variedad de individuos que desean vivir juntos.
La definición no-esencial de Renan, que constituye la base de la República francesa, es diametralmente opuesta a la concepción étnica alemana de nación, que fuera originalmente formulada por Fichte. La concepción alemana es usualmente calificada en Francia como una definición "exclusiva" de nacionalidad, ya que incluye solo a los miembros del grupo étnico correspondiente, mientras que la concepción republicana se ve a sí misma como universalista, en consonancia con los ideales de la Ilustración que fueran oficializados por la Declaración de los Derechos del Hombre y del Ciudadano de 1789. Mientras que los argumentos de Ernest Renan también estaban relacionados con el debate sobre la región de Alsacia-Lorena bajo disputa, él sostuvo que no solo era necesario realizar un referéndum para pedirle su opinión al pueblo de Alsacia, sino que debía ser realizado un "referéndum diario" que abarcara a aquellos ciudadanos que deseaban vivir en la nación-estado de Francia. Este plébiscite de tous les jours puede ser comparado con un contrato social o con la definición clásica de conciencia como un acto que se repite en forma continua.
Por lo tanto, al contrario de la definición alemana de nación que se basa en criterios objetivos, tales como la "raza" o el "grupo étnico", que podrían ser definidos por la existencia de un idioma común, entre varios otros criterios, los franceses son todas las personas que viven en la nación-estado Francesa y que desean hacerlo, mediante su ciudadanía. Esta definición de la nación-estado Francesa contradice la opinión común según la cual el concepto de franceses se identificarían a sí mismos con el concepto de un grupo étnico en particular, y por lo tanto explica la paradoja a la que se enfrenta a causa de algunos intentos de identificar al "grupo étnico francés": la concepción francesa de nación es radicalmente opuesta (y fue elaborada en contraposición) a la concepción alemana del volk ("grupo étnico").
Esta concepción universalista de ciudadanía y de nación ha influido sobre el modelo francés de colonización. Mientras que el Imperio Británico prefería un sistema de gobierno indirecto, que no mezclaba a los colonos con los pueblos colonizados, en teoría la República Francesa prefería un sistema de integración y consideraba a partes de su imperio colonial como si fueran Francia misma, y a su población como franceses. La brutal conquista de Argelia por lo tanto condujo a la integración del territorio argelino como un  Département del territorio de Francia.
Este ideal también produjo la oración algo irónica con que comenzaban los libros de texto escolar en Francia y sus colonias: "Nuestros ancestros los galos...". Sin embargo, este ideal universal, enraizado en la Revolución francesa de 1789 ("dar libertad a las personas"), sufrió a causa del racismo que impregnó al colonialismo. Por lo tanto en Argelia, los decretos de Crémieux a fines del siglo diecinueve le otorgaron la ciudadanía francesa a los judíos del norte de África, mientras que los musulmanes eran regidos por el Código Local de 1881. El propio autor liberal Tocqueville consideraba que el modelo británico estaba mejor adaptado que el francés, y no se detuvo ante las crueldades del General Bugeaud durante la conquista. Tocqueville llegó al extremo de propugnar la segregación racial allí.
Esta tensión paradójica entre la concepción universalista de la nación Francesa y el racismo inherente en la colonización es más evidente en el propio Renan, quien llega al extremo de proponer una forma de eugenesia. En una carta fechada el 26 de junio de 1856 enviada a Arthur de Gobineau, autor de Ensayo sobre la desigualdad de las razas humanas (1853-55) y uno de los primeros teóricos del "racismo científico", Renan escribió:
"Usted ha escrito un libro sumamente destacable, pleno de vigor y originalidad, pero no está hecho para ser comprendido en Francia o lo que es lo mismo será malentendido. El espíritu francés no le presta atención a consideraciones etnográficas: difícilmente Francia cree en la raza... La raza es muy importante en sus orígenes; pero su importancia siempre va disminuyendo, y a veces como en el caso de Francia, finalmente desaparece por completo. ¿Es que esto está relacionado con la decadencia? Seguramente, si se considera la estabilidad de las instituciones, la originalidad de las personalidades, una calidad de nobleza que yo por mi parte considero de suma importancia de entre las cosas humanas. Pero también cuantas compensaciones!"
"Sin lugar a dudas, si los elementos nobles que se encuentran dentro de la sangre de las personas fueran eliminados completamente, entonces resultaría una igualdad que empobrece, análoga a la de ciertas regiones de Oriente y, en cierta medida China. Pero, una muy pequeña cantidad de sangre noble que se incorpora a una persona es suficiente para ennoblecerla, por lo menos eso es lo que muestran los hechos históricos: esta es la forma mediante la cual Francia, una nación que ha caído en forma tan rotunda en lo común [roture], desempeña en el mundo el rol de un caballero. Es mediante una segregación de las razas sumamente inferiores cuyas interferencias con las razas superiores solo puede conducir a envenenar la especie humana, que yo vislumbro para el futuro una humanidad homogénea" 

### Jus soliyjus sanguinis
Durante el Ancien Régime (antes de la revolución francesa de 1789), predominaba el jus soli (o "derecho del suelo"). La ley feudal reconocía personal allegeance to the soberano, pero los sujetos sobre los cuales se ejerce la soberanía eran determinados por el sitio en el que habían nacido. Según la Constitución del 3 de septiembre de 1791, pueden convertirse en ciudadanos franceses: aquellos que nacen en Francia y son hijos de un padre extranjero y han fijado su residencia en Francia; y aquellos que, habiendo nacido en el extranjero son hijos de padre francés, y han regresado a Francia y han realizado un juramento civil. A causa de la guerra, la desconfianza hacia los extranjeros dio origen a la obligación para las personas en esta última categoría a realizar un juramento civil como una condición necesaria para adquirir la nacionalidad francesa.
Sin embargo, el Código de Napoleón insiste en el jus sanguinis ("derecho de la sangre"). La paternidad pasó a ser el principal criterio de nacionalidad, y por lo tanto rompió por primera vez con la antigua tradición de jus soli, al eliminar todo requerimiento de residencia hacia los niños nacidos en el exterior hijos de progenitores franceses.
La ley del 7 de febrero de 1851, votada durante la Segunda República (1848-1852), introdujo en la legislación francesa un  "doble jus soli", combinando sitio de nacimiento con paternidad. De esta forma, le otorga la nacionalidad francesa al hijo de un extranjero, si ambos han nacido en Francia, excepto si el año posterior a alcanzar la mayoría de edad solicita una nacionalidad extranjera (por lo tanto prohíbe la doble nacionalidad). Esta ley de 1851 fue en parte promulgada para resolver ciertos temas relacionados con la conscripción. A grandes rasgos este sistema se mantuvo hasta la reforma de 1993 al Código de Nacionalidad, emitido el 9 de enero de 1973.
La reforma de 1993, que define la ley de Nacionalidad, es considerada materia de controversia. La misma establece que los jóvenes nacidos en Francia hijos de padres extranjeros si desean pueden solicitar la nacionalidad francesa entre las edades de 16 y 21 años. Esto ha sido blanco de críticas, algunos sostienen que no se cumple con el principio de igualdad ante la ley, dado que la nacionalidad francesa no se adquiere automáticamente al nacer, como es el caso en una ley de "doble jus soli" clásica, pero que debe ser solicitada al entrar en la adultez. Por lo tanto, los niños nacidos en Francia hijos de padres franceses son tratados en forma diferente a los niños nacidos en Francia hijos de padres extranjeros, estableciendo un hiato entre estas dos categorías.
Las bases para la reforma de 1993 fueron establecidas por las leyes de Pasqua. La primera ley de Pasqua en 1986, restringe las condiciones de residencia en Francia y facilita las expulsiones. Según esta ley de 1986, un niño nacido en Francia de progenitores extranjeros solo puede adquirir la nacionalidad francesa si él o ella demuestran su desea de hacerlo, a la edad de 16 años, demostrando que el o ella han sido escolarizados en Francia y posee un dominio suficiente del idioma francés. Esta nueva política quedó simbolizada por la expulsión de 101 nativos de Malí mediante un vuelo chárter.
La segunda ley de Pasqua sobre "control de inmigración" dificulta la regularización de personas ilegales y en general, las condiciones para otorgar la residencia a los extranjeros son más exigentes. Charles Pasqua, en declaraciones realizadas el 11 de mayo de 1987 dijo: "Algunos me han reprochado el hecho de que hayamos utilizado un avión, pero si es necesario, utilizaré trenes", declaró a Le Monde el 2 de junio de 1993: "Francia ha sido un país de inmigración, pero no desea continuar siéndolo. Teniendo en cuenta las dificultades inherentes a la situación económica nuestro objetivo, es tender hacia una 'inmigración cero' ".
Por lo tanto, la ley de nacionalidad francesa moderna combina cuatro factores: paternidad o 'derecho de la sangre', sitio de nacimiento, residencia y el deseo expresado por un extranjero, o una persona nacida en Francia de padres extranjeros de ser francés.